# Jean-Jacques Dessalines Ambroise
Jean-Jacques Dessalines Ambroise ou Jean-Jacques Ambroise (1923-1965) est un enseignant, historien et homme politique haïtien, fondateur du Parti populaire de libération nationale en 1954.
Jean-Jacques Dessalines Ambroise est né le 7 septembre 1923 à Jacmel. Il est un descendant de Magloire Ambroise (1774-1807), officier supérieur dans l'armée coloniale française et général de l'armée révolutionnaire haïtienne, héros de l'indépendance d'Haïti et cosignataire de l'Acte de l'Indépendance de la République d'Haïti du 1er janvier 1804.
Il fut professeur d'histoire. Il se maria avec Lucette Lafontant avec laquelle ils auront deux enfants.
En 1954, il est un des fondateurs et dirigeant du Parti Populaire de Libération National (PPLN). Le PPLN regroupe un certain nombre de militants marxistes et communistes de l'ancien Parti socialiste populaire.
En août 1965, Jean-Jacques Ambroise est arrêté avec son épouse enceinte de plusieurs mois par la milice des Tontons macoutes du dictateur François Duvalier. Son frère et son cousin sont également arrêtés. 
Le 3 août 1965, Lucette Lafontant est assassinée et Jean-Jacques Ambroise meurt sous les tortures des Tontons macoutes dans la prison de Fort Dimanche.